# Skerike kyrka
Skerike kyrka (uttalas [schæ'rke])är en kyrkobyggnad som tillhör Skerike församling i Västerås stift.
Kyrkan i Skerike är en av de äldsta i Västeråstrakten, ursprungligen uppförd omkring 1200 men sedan dess ombyggd flera gånger. Den senaste stora ombyggnaden skedde på 1870-talet då tornet tillkom. Det medeltida ursprunget syns bland annat i blinderingen på östgaveln, det branta taket, fragment av kalkmålningar och ett altarskåp. I kyrkan finns också en orgelfasad från 1600-talet, som är Västerås stifts äldsta bevarade.
Kyrkan ingår i riksintresse för kulturmiljövården Svartåns dalgång med Skultuna bruk [U 19] där de medeltida kyrkorna i Skerike och Skultuna anges som uttryck för riksintresset. Intill kyrkan finns bland annat en före detta prästgård uppförd 1829 och ett skolhus.

## Historia

### Medeltiden
En tolkning av efterledet -rike är att det kan syfta på en hednisk offerplats, som i sådana fall har funnits i närheten av där kyrkan nu ligger. I sådana fall skulle förleden Ske- kunna syfta antingen på någon gud eller på att platsen var inhägnad.
Skerike kyrka byggdes omkring år 1200 och hade en romansk form. Den bestod från början av ett långhus som var lägre och kortare än i dag, och i öst fanns ett kor som var både smalare och lägre än långhuset. Över kyrkorummet fanns troligtvis ett tunnvalv i trä. Omkring år 1300 revs koret och kyrkan fick genom en förlängning åt öst formen av en salkyrka. Även sakristian byggdes vid den här tiden. Den numera igenmurade portalen på sydväggen användes som huvudingång och på östväggen tillkom blinderingen i form av ett kors. Tornet fanns inte från början men bör ha tillkommit ganska snart efter att kyrkan stod färdig, kanske i och med utbygget omkring 1300.
Under andra halvan av 1400-talet slogs två stjärnvalv i tegel över kyrkorummet, vilande på halvrunda pelare. Valven och murarna målades delvis vid den här tiden, men det är oklart i vilken utsträckning. I söder, framför portalen, byggdes också ett vapenhus. I samband med ombygget införskaffade sig församlingen också ett altarskåp som finns kvar, och en predikstol som delvis ingår i den nuvarande.

### Efterreformatorisk tid
Biskop Johannes Rudbeckius besökte kyrkan 1623 och kunde då konstatera att kyrkobyggnaden var i dåligt skick. Murarna hade börjat rämna, valven hade spruckit och tornets mur hade börjat röra sig ifrån resten av kyrkan. Under renoveringar under 1600-talet försökte man komma till rätta med skadorna. Bland annat förbättrades vapenhusets murar och även valv, tak och torn reparerades.
Samma år som biskopen besökte kyrkan gjordes Skerike socken om till prebende för lektorerna vid Västerås gymnasium. Det innebar att lektorn hade rätt till inkomster från församlingen och samtidigt ansvarig för dess skötsel. Prebendet varade fram till 1648, då Skerike istället blev prebende för Västerås stifts biskop. Det var den fram till 1684. Från år 1720 till år 1863 var socknen åter prebende till lektorerna vid gymnasiet.
Trots alla lagningar så fortsatte kyrkan att förfalla. Vid en besiktning 1719 konstaterades det att alla tak läckte, att flera av murarna förskjutits och att tegel hade börjat ramla från det främre valvet. Några småreparationer genomfördes under de följande decennierna men under 1750-talet var det dags för en större upprustning. Den bekostades genom att dubbel kollekt togs upp i hela stiftet, efter beslut av Fredrik I. Vapenhus och sakristia revs och den senare ersattes med en ny byggnad. Murarna i väggarna och valven reparerades och skruvades ihop med järnstag genom långhuset. Samtidigt tillkom ett nytt fönster och de andra fick sin nuvarande storlek. Även en stor del av inredningen byttes ut.

### Senare tiders förändringar
I mitten av 1800-talet var det åter dags för en genomgripande förändring av kyrkan. Nu hade tornet börjat luta och det fanns risk att det skulle rasa. 1859 rev man den övre delen och 1867 resten. Några år senare uppförde man ett helt nytt torn dit också klockorna kunde flyttas från en tidigare klockstapel, som revs. Men bara några år efter att tornet var färdigt började det drabbas av sättningsskador och vid en inspektion rekommenderades församlingen att riva det. Istället förstärktes dess grund och murar 1904 och 1927, och vid det tidigare tillfället ersattes också takets tidigare spån mot järnplåt.
Eftersom sättningarna ändå fortsatte genomförde man en rejäl grundförstärkning på 1960-talet då man göt 33 betongpelare under grunden och en betongbalk runt murarna. I samband med förstärkningen genomfördes en förnyelse av kyrkorummet under ledning av arkitekt Per Bohlin med syfte att återskapa en 1700-talskaraktär. Bland annat togs då de medeltida målningarna fram, kor och mittgång fick nya golv, snickerierna målades och altaret och predikstolen fick sin nuvarande form.

## Kyrkobyggnaden
Kyrkan består av ett rektangulärt långhus med sakristia i norr och ett torn i väst. Murarna består av gråsten, bortsett från delar av tornet som är byggt av tegel. Väggarna är putsade i en gråvit nyans och på den höga östgaveln finns en blindering i form av ett kors. Över långhuset ligger ett brant sadeltak och över sakristian ett tälttak, båda klädda med plåt. Även tornets höga spira är plåtklätt. Två större, rundbågiga fönster finns på södra väggen, ett på norra och ett i koret på östväggen. Dessutom finns fönster på vardera sidan av tornet och ett halvrunt över porten i väst. De har ramar av smidesjärn som sattes in på 1750-talet. På södra väggen finns en igenmurad port som tidigare var kyrkans huvudingång.
Över det enskeppiga långhuset finns två stjärnvalv i tegel, uppburna av halvrunda pelare. Väggar och valv är vitkalkade, bortsett från några bevarade medeltida målningsfragment. På södra väggen finns en nisch som markerar ett av de ursprungliga fönstren. Mittgången mellan de öppna bänkraderna har golv av hyvlad kalksten och leder fram till altaret i öst som är tillverkat av furu. Intill östväggen finns också predikstolen. I öst finns en läktare med orgel.
Långhuset har 22 gotiska takstolar, vars utformning tyder på att de är från 1500‐talet och sannolikt restes i samband med valvslagningen kring 1450‐1500. Virkesbearbetningen liknar den i Sankt Nicolai kyrka i Arboga och visar att timmermannen har arbetat sig framåt. Kyrkans tak hade ursprungligen en lätt utåtsvängd takfot, som byggts bort vid senare tiders takomläggningar. Sakristian och tornet har sentida taklagskonstruktioner.

### Kalkmålningar
I samband med att kyrkan restaurerades 1904 undersökte man om det fanns kalkmålningar under putsen på väggarna och i valven, men lyckades inte hitta några. Vid en ny undersökning 1927 hittade man dekor på pelarna i kyrkorummet, men valde att inte ta fram dem. När kyrkan åter restaurerades 1963-1964 genomförde Hugo Löfgren en större undersökning och hittade, tog fram och restaurerade de medeltida målningar som i dag syns. De utgörs av ornamental dekor på pelare och valvribbor och kvaderdekor runt dörren till sakristian. I triumfbågen finns också figurer i rött, en narr och ett Kristushuvud. Det finns också tre invigningskors framtagna, två på den södra väggen och ett på den västra. Troligtvis tillkom dessa målningar på 1400-talet, möjligen kan dekoren runt dörren till sakristian vara äldre.

## Inventarier
- Ett altarskåp tillkom under senare delen av 1400-talet.[8] I dess mittparti avbildas Marie kröning samt Sankt Erik. Kristus och ytterligare en figur saknas i mittenscenen, troligtvis Sankt Olof. På vänster flygel avbildas Sankt Eskil, aposteln Johannes och en okänd figur, möjligen Stefanos eller Sankt Lars. På höger flygel är biskop Erasmus avbildad. Här saknas två figurer.[1]
- Ett triumfkrucifix är från senare delen av 1400-talet.[8] År 2000 återfick den sin placering i triumfbågen.[3]
- Från den ursprungliga dopfunen, från tiden då kyrkan tillkom, finns mellandelen bevarad.[1]
- Den nuvarande dopfunten av granit anskaffades 1969 och försågs med dopfat av mässing.[1]
- Kyrkans äldsta predikstol införskaffades på 1400-talet och delar av denna har återanvänts i den nedre delen av den nuvarande predikstolen, som tillkom 1651. Den målades och byggdes om på 1800-talet.[3]
- På södra väggen finns sex 1600-talsskulpturer som föreställer Kristus, Petrus och evangelisterna. De har tidigare suttit på predikstolen.[1]
- 1858 installerades en orgel som tidigare stått i Tortuna kyrka på kyrkans då nya orgelläktare. Både orgelns fasad och verk var från 1600-talet, men det senare hade förnyats 1740 av Daniel Stråhle, vilket en minnestavla i kyrkan berättar. 1904 och 1980 har verket bytts ut av Åkerman & Lund Orgelbyggeri, men den gamla fasaden har behållits, och detta är Västerås stifts äldsta.[1]
- Altaret i rokokostil är från 1755, medan altarprydnaden runt korfönstret tillverkades 1792 av bildhuggaren Jonas Holmin.[1]
- I tornet hänger två klockor. Storklockan väger 800 kg och är antagligen från omkring år 1500. Den bär en latinsk text som översatt lyder: ”Det är ett kors som Evas ve, vår föderskas förkortade”. Lillklockan göts av Ambjörn Andersson 1655 och väger 350 kg. Utöver en relief av Kristus på korset har den latinska inskriptioner från Lukasevangeliet och Johannesevangeliet.[9]

## Galleri

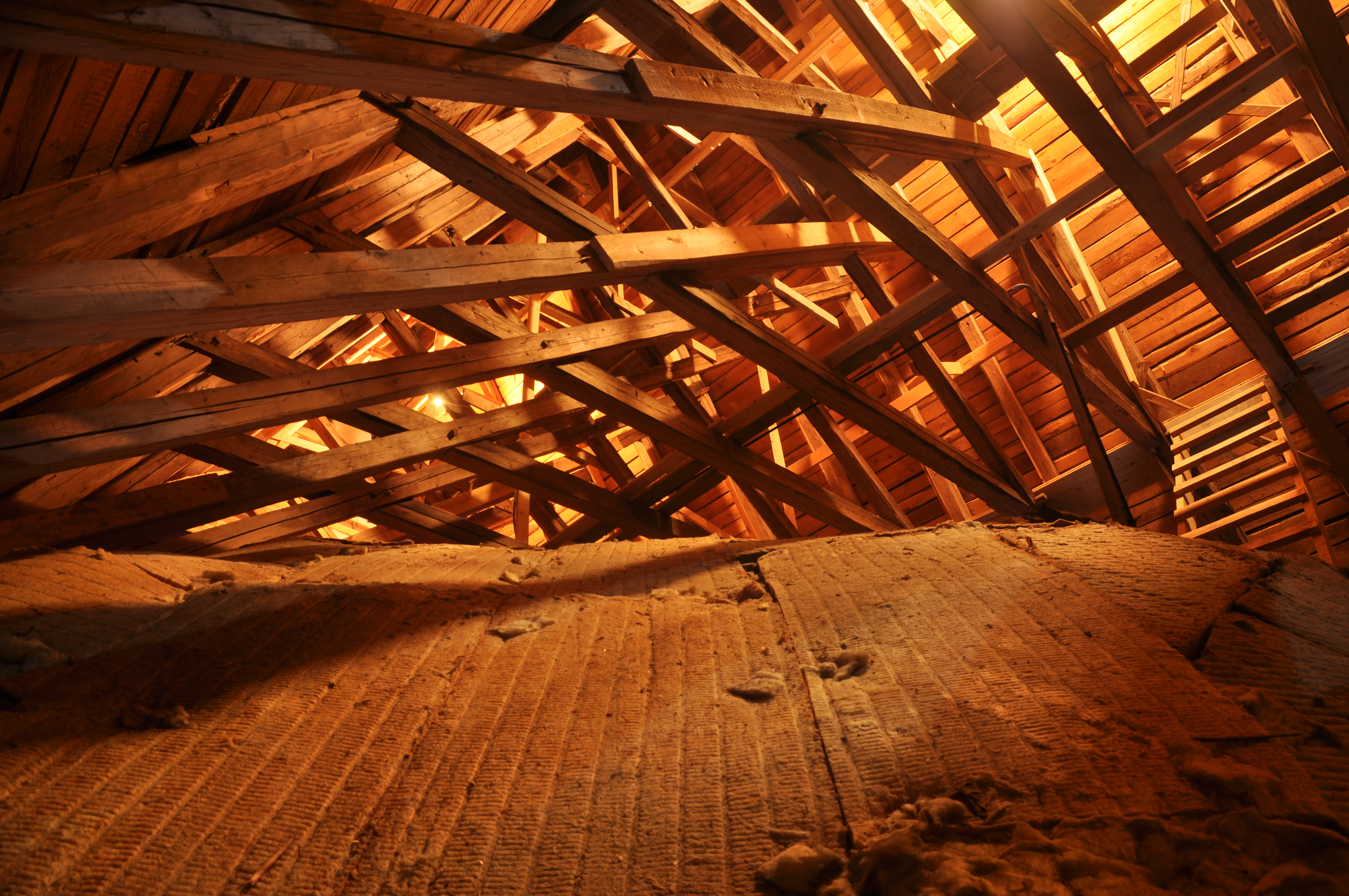
Del av taklaget i Skerike kyrka
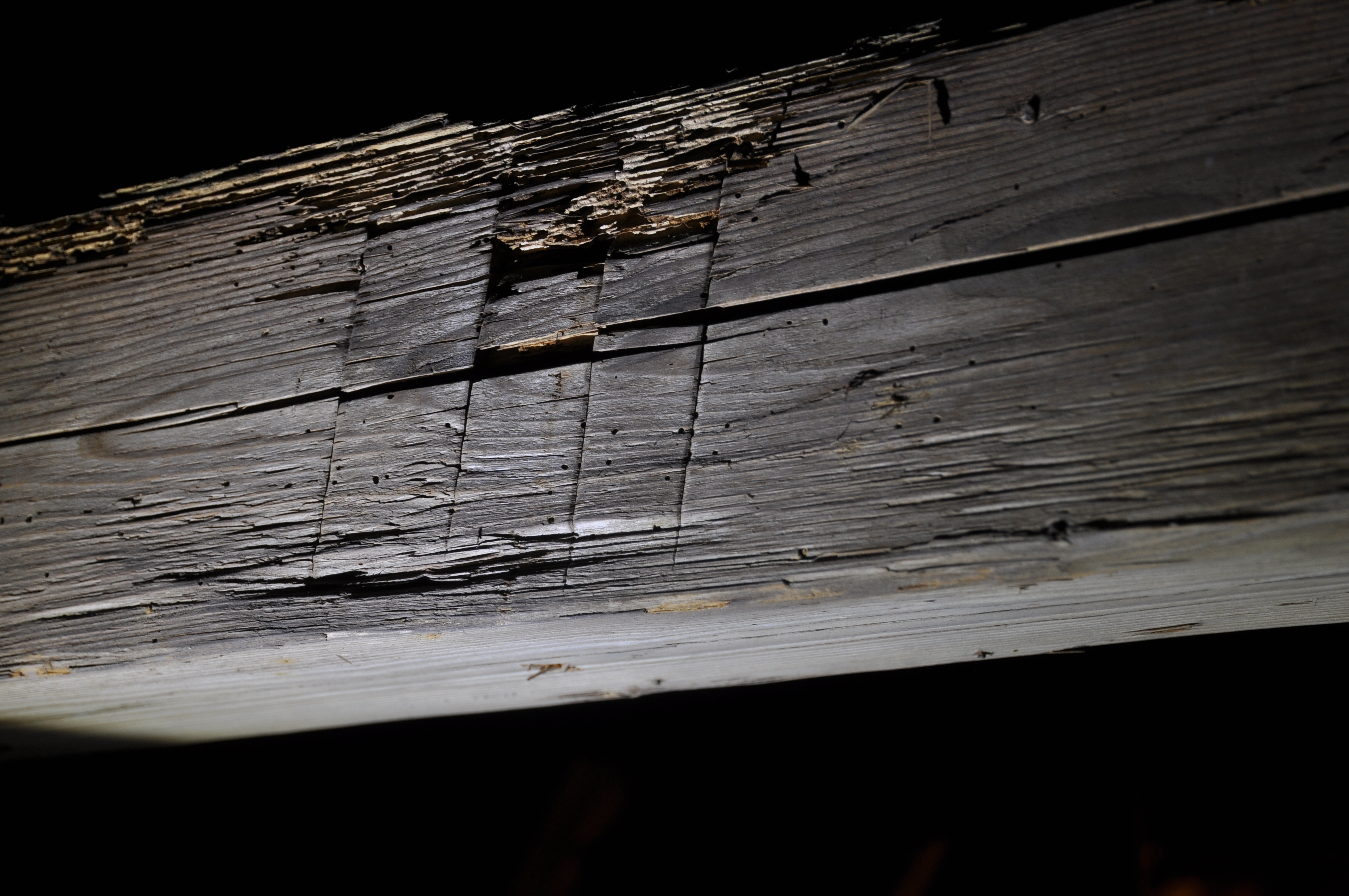
Denna typ av märkning finns på många av de medeltida delarna på kyrkans vind.